# ساراسواتي
ساراسواتي أو سَرَسْوَتِيِ (सरस्वती) كما تُكتب سارسفاتي هي إلهة من الإلهات الهندوسية. وهي إلهة الكلام والعلم والتعليم. وتعبد في جميع أنحاء نيبال والهند، تذكر الأسطورة أنها خلقت اللغة السنسكريتية وآلة موسيقية تشبه العود وأنها زوجة براهما إله الخلق في الهندوسية.
سَرَسْوَتِيِ أو بالسنسكريتية ساراسفاتي هي إحدى ثلاث إلهات في الهندوسية مع لاكشمي ودورغا اللاتي يشكلن المقابل الأنثوي للتريمورتي. وتعدّ ساراسواتي إلهة الأنهار ومؤخرا اعتبرت إلهة العلم والموسيقى والفنون.
تظهر صورتها عادة بأربعة أذرع تمسك الآلة الموسيقية بذراعين وتمسك أيضا زهرة لوتس وفي اليد الرابعة كتاب.

## انظر ايضًا
- تريسيراس